# Cosalá
Cosalá là một đô thị thuộc bang Sinaloa, México. Năm 2005, dân số của đô thị này là 17813 người.